# Zia (popolo)
Gli Zia (pronunciato: ˈzi ə) sono una tribù indigena stanziata nel Zia Pueblo, un census-designated place del Nuovo Messico, USA. Gli Zia sono famosi per le loro ceramiche e l'uso del sole come simbolo. Si tratta di una branca della più ampia comunità Pueblo.

## Storia
Gli archeologi credono che gli abitanti di lingua keres di Zia siano stati discendenti dei primi puebloani dei Four Corners che migrarono nella Jemez River Valley nel XIII secolo. Antonio de Espejo, esploratore spagnolo, incontrò la prima volta gli Zia nel 1583, quando notò che il pueblo più grande era quello dei nativi chiamati Tsiya, poi deformato nello spagnolo Zia.
I coloni spagnoli ed i loro ordini religiosi presero lentamente il controllo della regione mettendo fuorilegge le tradizionali cerimonie religiose Zia. Il primo missionario fu assegnato agli Zia nel 1598 da Don Juan De Onate, e nel 1613 erano stati costruiti una chiesa ed un convento dai membri della tribù. Le tensioni tra gli spagnoli e gli Zia continuarono a crescere fino al 1680, quando una rivolta regionale guidata dal capo Tewa Popé rovesciò il regime spagnolo. La rivolta riuscì, e gli spagnoli furono costretti a fuggire a sud. Gli indiani presero i cavalli dagli spagnoli, permettendo il loro diffondersi tra le tribù delle pianure.
Ci vollero altri nove anni prima del ritorno spagnolo con l'assedio del Pueblo Zia del 1689. I soldati guidati dal governatore Domingo Jironza Petriz de Cruzate saccheggiarono il pueblo, uccidendo 600 persone e catturando 70 Zia. Tre anni dopo gli spagnoli annichilirono qualsiasi resistenza puebloana convincendo gli Zia ed il loro capo, Antonio Malacate, a tornare alle loro case. Nel 1892 solo 120 persone vivevano ancora a Zia.

## Vita e cultura

### Tecniche agricole
A causa del clima arido della terra in cui vivevano, gli Zia adattarono il proprio stile di vita al deserto. Non erano un popolo nomade, e l'agricoltura era essenziale per la fornitura del cibo. Una delle più dure sfide che dovettero affrontare fu la ricerca dell'acqua.
In Nuovo Messico le piogge scarseggiavano in alcuni periodi dell'anno, e così si svilupparono nuove tecniche agricole. Gli Zia piantavano le sementi in una zona fertile nei pressi di un fiume o di un corso d'acqua. Scavavano poi lunghi canali dal fiume ai campi in modo da irrigare il raccolto. Mettendo e togliendo sassi lungo il tragitto ne potevano controllare il flusso. A volte salivano sulle colline innevate e facevano rotolare enormi palle di neve fino al villaggio.
Nelle zone più elevate gli uomini piantavano semi sui pendii. Quando pioveva, l'acqua vi scorreva sopra bagnandoli. Altre volte venivano scavate enormi trincee, simili a cisterne, per raccogliere la pioggia. Parte del lavoro delle donne era quello di andare presso queste cisterne con vasi d'argilla a raccogliere l'acqua, usandola per annaffiare i campi.

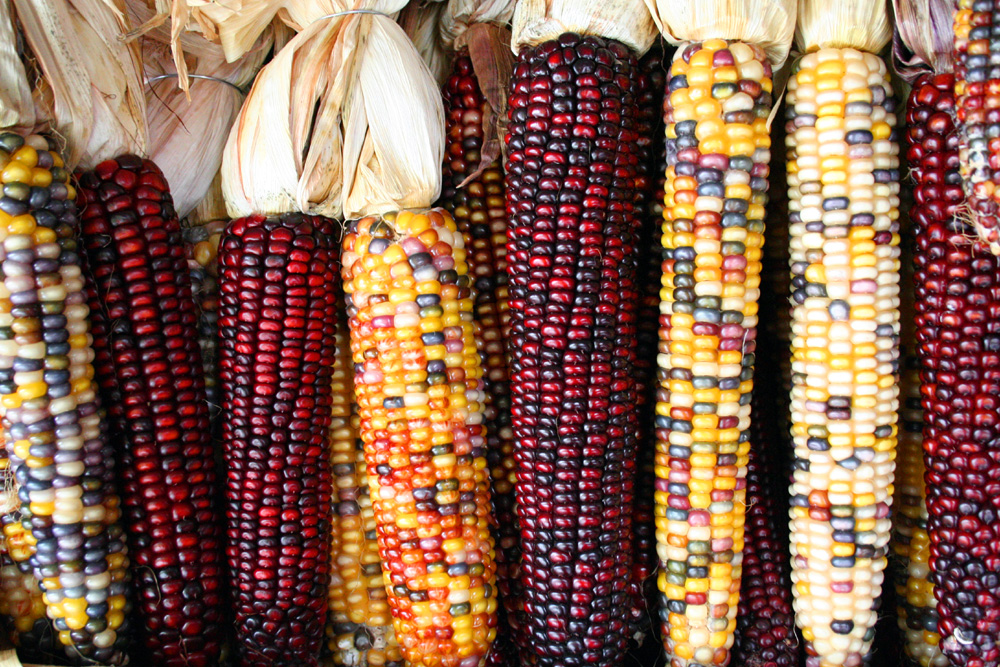
Il mais, un raccolto importante per gli Zia

### Raccolti
La coltivazione degli Zia produceva vari tipi di raccolto. I più importanti erano mais, fagioli e squash, soprannominati le tre sorelle. Questi raccolti venivano piantati su terreno comune, che tutti contribuivano a coltivare. Erano la base dell'alimentazione di Zia e Pueblo. Il grano era sicuramente il più importante di tutti. Mentre una parte veniva mangiata cruda, il resto era immagazzinato in vasi per l'inverno e per i periodi di siccità. Quando il grano si essiccava veniva trasformato in farina e pane dalle donne. Si sedevano all'esterno davanti alle macine, cantando canzoni religiose e picchiando le pietre sul grano per produrre la farina. Le canzoni erano necessarie per il fatto che il grano era sacro.
Una volta prodotta la farina veniva mischiata con acqua per fare la pasta. La pasta veniva poi allargata in forme rotonde e posata su rocce roventi sopra un fuoco. In questo modo si cuoceva una tortilla.
Altri raccolti minori erano coltivati in giardini privati, e servivano soprattutto per la crescita di peperoncini, cipolle, chili e tabacco. Il Nuovo Messico è famoso per il suo chili speziato che deriva dalla cultura delle antiche tribù.

### Fonti di carne
Nonostante gli Zia fossero principalmente vegetariani, spesso mangiavano carne se ne avevano a disposizione. Piccole battute di caccia di uomini ed adolescenti tentatavano di recuperare conigli e scoiattoli. Cacciavano anche grandi animali quali cervi, antilopi e leoni di montagna. Con l'arrivo della primavera, speciali gruppi di persone si avvicinavano alle Grandi Pianure in cerca di bisonti.

### Abitazioni
I nativi che abitavano il sudovest degli Stati Uniti, compresi gli Zia, erano noti per le loro case pueblo fatte in adobe. Avevano una struttura simile ad un complesso di appartamenti situati su una grande base, con stanze più piccole sopra, ed altre ancora più piccole al piano più alto. In questo modo si avevano vari piani per immagazzinare oggetti diversi o per le famiglie. Non esistevano porte al piano terra (se non in tempi recenti) e quindi l'unico modo per entrare era una scala di tronchi. Un tronco conduceva al patio (secondo piano) ed un altro attraverso un'apertura nel tetto del primo piano, raggiungendo così il piano terra. Altre scale conducevano ai piani superiori. Di notte venivano ritirate le scale per difesa, in modo da impedire agli stranieri di entrare senza permesso.
Queste case erano costruite con materiali naturali raccolti nel deserto. L'adobe, i blocchi di costruzione, erano fatti principalmente in argilla, sabbia, acqua e materiali organici quali bastoni, paglia e sterco. Questi materiali venivano mischiati in blocchi e lasciati ad essiccare. Nel frattempo si scavava un buco dove sarebbe nato il nuovo edificio per sostenere i pali che avrebbero formato la struttura. Quando i blocchi di adobe si erano seccati ed induriti venivano posati attorno all'edificio e cementati con argilla fresca. Ogni anno veniva aggiunto uno strato di adobe per mantenere solido il muro.

## Tradizioni religiose

### Kachinas
Gli Zia, come gli altri Pueblo, credevano in vari spiriti noti come kachinas. Si credeva fossero spiriti ancestrali che abitavano tra le persone. Gli spiriti si offendevano se non gli si prestava attenzione, ed in questo caso sarebbero fuggiti per andare a vivere in cielo. Occasionalmente potevano portare pioggia e nuvole.
Nel loro culto erano presenti oltre 300 kachinas, e gli Zia avevano feste e cerimonie religiose in cui chiedevano ai kachinas di portare acqua e far crescere i raccolti. Usavano tamburi e sonagli nelle danze cerimoniali. I religiosi vestiti da kachinas sarebbero scesi dalle montagne per danzare tra i cittadini comuni. Dopo tre giorni se ne sarebbero andati. Gli Zia credevano che gli uomini travestiti fossero posseduti dagli spiriti dei kachina per tutta la durata della cerimonia.

## Arte

### Ceramica
A causa dell'abbondanza di argilla e di sabbia, la costruzione di vasi era una categoria artistica molto diffusa. Si trattava di disegni geometrici di piante ed animali su sfondo bianco. Quando arrivava il tempo per la costruzione dei vasi, argilla e sabbia erano mischiate con acqua, e ne venivano create lunghe strisce. Il passo successivo consisteva nel far prendere alle strisce la forma dei vasi.
Una volta essiccati, i vasi erano dipinti con i motivi religiosi ornamentali. Venivano poi lasciati a riposo per una settimana prima di inserirli nel kiln, un particolare forno all'aria aperta in cui si usava come combustibile lo sterco delle mucche. I vasi erano poi usati per contenere cibo e acqua.

## Il simbolo del sole

Simbolo Zia del sole raffigurato sulla bandiera del Nuovo Messico

Gli indiani Zia del Nuovo Messico consideravano il sole un simbolo sacro. Il loro simbolo, un cerchio rosso con alcuni raggi che andavano nelle quattro direzioni, veniva dipinto su vasi cerimoniali, sul terreno attorno ai fuochi da campo, ed usato per presentare i neonati al Sole. Quattro era il numero sacro degli Zia, e lo si può trovare ripetutamente nei quattro punti che escono dal cerchio. Il numero quattro è usato per:
- i quattro punti della bussola (nord, sud, est, ovest);
- le quattro stagioni dell'anno (primavera,. estate, autunno, inverno);
- i quattro periodi della giornata (mattino, pomeriggio, sera, notte);
- le quattro stagioni della vita (gioventù, adolescenza, mezza età, vecchiaia);
- il culto Zia secondo cui esistevano quattro cose da raggiungere nel corso della vita (un corpo forte, una mente aperta, uno spirito puro, una devozione alla salute altrui).

Questo simbolo è raffigurato sulla bandiera del Nuovo Messico e nello stemma della capitale di stato e di quartiere.